# Silvabestius

Silvabestius (лат.) — род вымерших сумчатых. Жили в раннем миоцене в Австралии (Риверслей).

## Общие сведения
Эти животные достигали размера современных овец. Длина тела была около 1 м, черепа — 25 см. Род известен по находкам двух черепов, обнаруженных поблизости. Находка эта получила название «мадонна с младенцем», так как считается, что когда одно животное погибло, второе находилось у него в сумке. Питались растительной пищей.